# Mesonemoura filigera
Mesonemoura filigera är en bäcksländeart som först beskrevs av Douglas E. Kimmins 1947.  Mesonemoura filigera ingår i släktet Mesonemoura och familjen kryssbäcksländor. Inga underarter finns listade i Catalogue of Life.